# Shang Xi

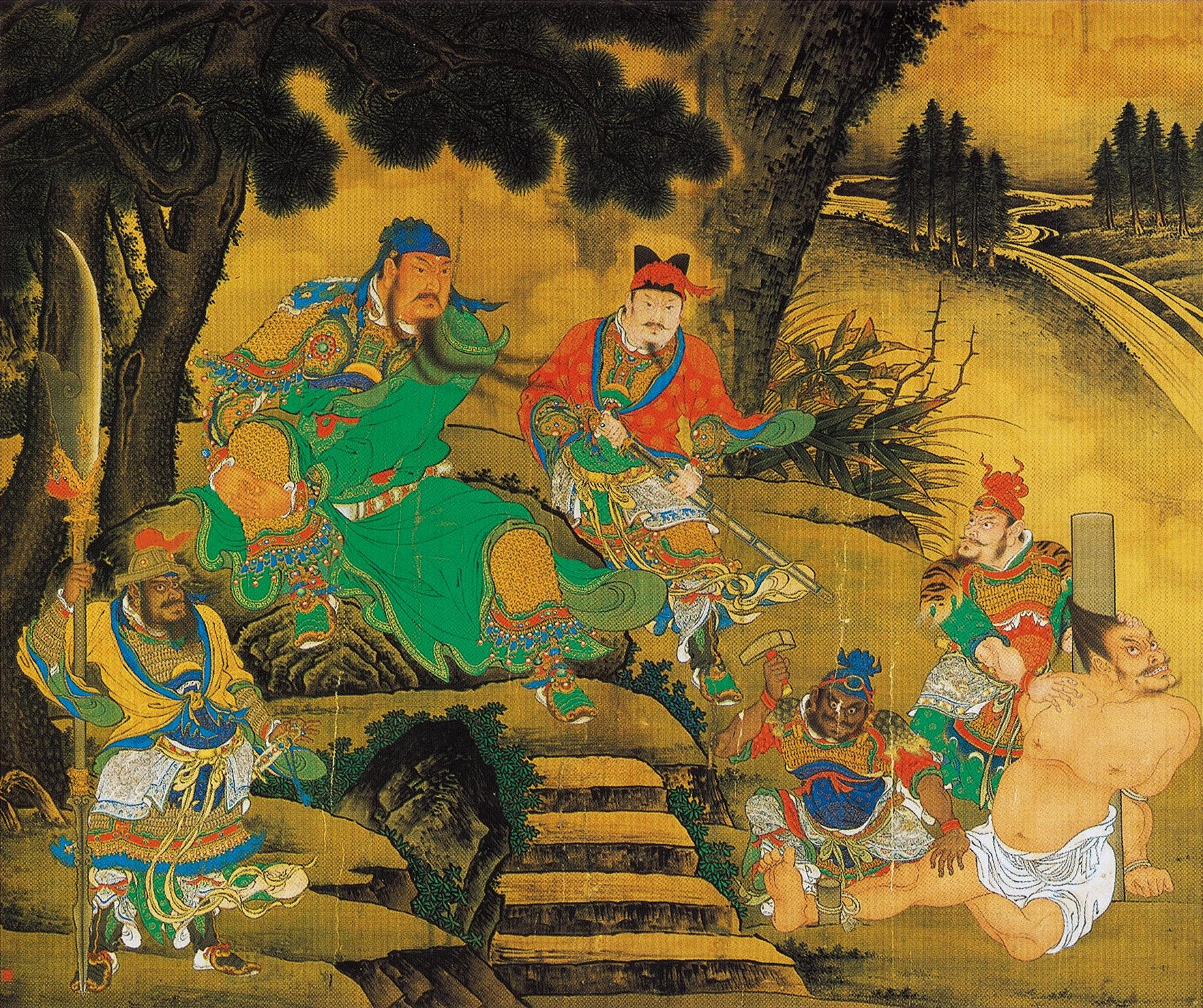
Guan Yu capture son ennemi Pang De, par Shang Xi.

Shang Xi ou Chang Hi ou Shang Hsi, surnom: Weiji, est un peintre chinois du XVe siècle, originaire de Puyang, ville du nord-est de la province du Henan en Chine. Ses date de naissance et de décès ne sont pas connues, mais on sait qu'il est actif vers 1430-1440.

## Biographie
Shang Xi est un officier de la garde impériale et peintre de cour, il est connu pour représenter par ses peintures, des tigres, des paysages, des figures ainsi que des fleurs et des oiseaux dans le style des maîtres Song.

## Le portrait de cour
Pour des raisons de commodité, les artistes de cour sont étudiés ici en fonction de trois catégories principales : la peinture de personnage, la peinture de paysage et la peinture d'oiseaux-et-fleurs. Sous les Ming, la peinture de personnage est fortement marquée par la politique, dans la mesure où la tâche principale des peintres est de réaliser les portraits des empereurs et de leurs concubines. Il existe une collection presque complète de portraits des empereurs Ming. Dans les portraits des derniers empereurs, seul le visage est dessiné d'après nature. La couronne, le costume, le trône, les tapis et la posture sont tous représentés de façon conventionnelle.
Cette œuvre de Shang Xi, Guan Yu capture son ennemi Pang De, représente la capture d'un général de l'État de Wei par Guan Yu, un illustre général de l'État de Shu. Ce rouleau mural est plus grand qu'à l'ordinaire, avec des personnages qui occupent le premier plan et des pins et rochers se déployant à l'horizon. Shang Xi, habile peintre mural probablement recruté parmi le peuple de sa ville natale Puyang. Le traitement des personnages et le travail au pinceau révèlent un lien étroit entre cette œuvre et les peintures murales  comme (cf. Anonyme: Les huit Immortels traversant la mer) de la salle de Chunyang du palais Jongle, dans le district de Ruicheng, de la province du Shanxi, construit sous les Yuan. Au palais impérial, il y a assez de peintres locaux spécialisés dans la peinture murale, comme l'est Shang Xi.
Une autre de ses œuvres, L'empereur Minghuang et sa suite au (Musée du palais impérial, Beijing), présente elle aussi de grandes dimensions. Dominée par de nombreux personnages, son ampleur et les techniques employées pour peindre les arbres et les rochers de l'arrière-plan sont des réminiscences des styles de Li Tang et Ma Yuan, deux peintres de cour de la dynastie des Song du Sud. Shang Xi essaie constamment de changer de style pour mieux satisfaire le goût impérial. Sensible à son art, l'empereur le gratifie du titre de commandant de la Garde impériale.

## Musées

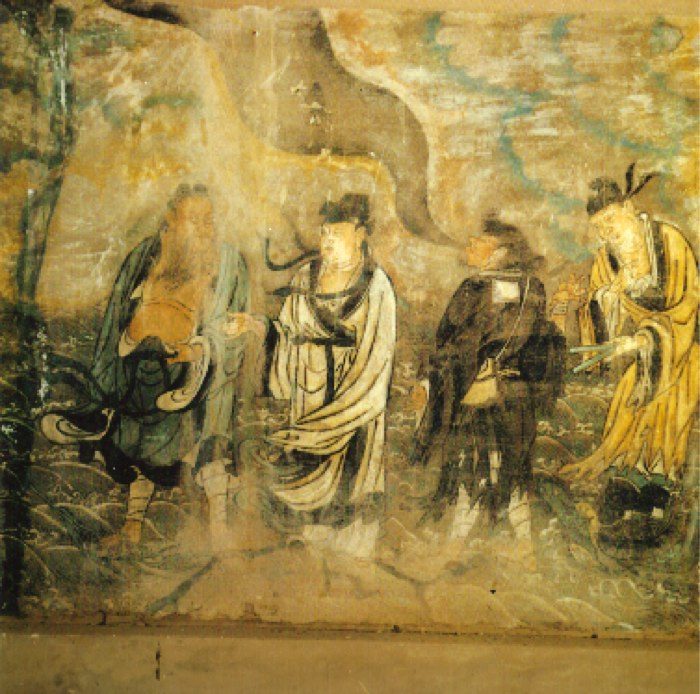
Les Huit Immortels traversant la mer Anonyme.

- Beijing (Musée du palais impérial):
  - Guan Yu capture son ennemi Pang De, rouleau mural, encre et couleur sur soie, dynastie des Ming (200x237 centimètres).
  - L'empereur Minghuang et sa suite.
- Hakone:
  - Lao Zi franchissant la barrière, encre et couleurs légères sur papier, court rouleau en longueur, signé.
- Taipei (Nat. Palace Mus.):
  - Homme assis près d'une rivière, signé et daté 1427, éventail.
  - La partie de chasse de l'empereur Minghuang.
  - Fleurs, signé et daté 1441, colophon de Wang Guxiang (1501-1568).
  - Chien, chat et oiseaux sur la terrasse d'un jardin.